# Campeonato de España de Ciclismo en Ruta 2002
El CI Campeonato de España de Ciclismo en Ruta  se celebró el 30 de junio de 2002 en Salamanca sobre 216.3 km. Finalizaron la prueba 133 ciclistas.
El ganador de la prueba fue el desconocido Juan Carlos Guillamón, que consiguió imponerse a Abraham Olano, que fue segundo. A tres segundos entró un numeroso grupo encabezado por Miguel Ángel Martín Perdiguero.

## Clasificación
| \| 1 \| \| Juan Carlos Guillamón \| Jazztel-Costa de Almería \| 4h 50' 06" \| \| 2 \| \| Abraham Olano \| ONCE-Eroski \| m.t. \| \| 3 \| \| Miguel Ángel Martín Perdiguero \| Acqua & Sapone-Cantina Tollo \| a 3" \| \| 4 \| \| Mikel Gaztañaga \| Caja Rural \| m.t. \| \| 5 \| \| Rafael Milá \| ASC-Vila do Conde \| m.t. \| \| 6 \| \| Benjamín Noval \| Relax-Fuenlabrada \| m.t. \| \| 7 \| \| Jon Bru \| LA-Pecol \| m.t. \| \| 8 \| \| Ricardo Serrano \| Cafés Baqué \| m.t. \| \| 9 \| \| Constantino Zaballa \| Kelme-Costa Blanca \| m.t. \| \| 10 \| \| Óscar Sevilla \| Kelme-Costa Blanca \| m.t. \| |  |                                |                              |            |
| 1 |  | Juan Carlos Guillamón          | Jazztel-Costa de Almería     | 4h 50' 06" |
| 2 |  | Abraham Olano                  | ONCE-Eroski                  | m.t.       |
| 3 |  | Miguel Ángel Martín Perdiguero | Acqua & Sapone-Cantina Tollo | a 3"       |
| 4 |  | Mikel Gaztañaga                | Caja Rural                   | m.t.       |
| 5 |  | Rafael Milá                    | ASC-Vila do Conde            | m.t.       |
| 6 |  | Benjamín Noval                 | Relax-Fuenlabrada            | m.t.       |
| 7 |  | Jon Bru                        | LA-Pecol                     | m.t.       |
| 8 |  | Ricardo Serrano                | Cafés Baqué                  | m.t.       |
| 9 |  | Constantino Zaballa            | Kelme-Costa Blanca           | m.t.       |
| 10 |  | Óscar Sevilla                  | Kelme-Costa Blanca           | m.t.       |